# Leinatal
Leinatal é uma vila e antigo município da Alemanha localizado no distrito de Gota, estado da Turíngia. Desde dezembro de 2019 é parte do município de Georgenthal.